# ميب كيفليزيغي
ميب كيفليزيغي (بالإنجليزية: Meb Keflezighi)‏ عداء أميركي أريتري الأصل، متخصص في المسافات الطويلة، من مواليد 5 مايو 1975. حصل على الميدالية الفضية في سباق الماراثون في الألعاب الأولمبية عام 2004. وحصل على المركز الرابع في دورة الألعاب الاولمبية الصيفية عام 2012. فاز في ماراثون نيويورك عام 2009 التي نظمت في 1 نوفمبر 2009، وماراثون بوسطن 2014 في 21 أبريل عام 2014، ليصبح الرجل الأمريكي الأول الذي يفوز في كل السباقات منذ عام 1982 و1983، على التوالي. كيفليزيغي خريج جامعة كاليفورنيا. وجاء في المركز الرابع في ماراثون نيويورك 2014 والمركز الثامن في ماراثون بوسطن 2015 في 20 أبريل عام 2015.

## روابط خارجية
- ميب كيفليزيغي على موقع الاتحاد الدولي لألعاب القوى (الإنجليزية)
- ميب كيفليزيغي على موقع الاتحاد الأمريكي لسباقات المضمار والميدان (الإنجليزية)
- ميب كيفليزيغي على موقع أوليمبيديا (الإنجليزية)
- ميب كيفليزيغي على موقع اللجنة الأولمبية والبارالمبية الأمريكية (الإنجليزية)

## وصلات خارجية
- الموقع الرسمي
- USA Track & Field Bio